# Calamagrostis macbridei
Calamagrostis macbridei là một loài thực vật có hoa trong họ Hòa thảo. Loài này được Tovar mô tả khoa học đầu tiên năm 1960.